# Grätzl

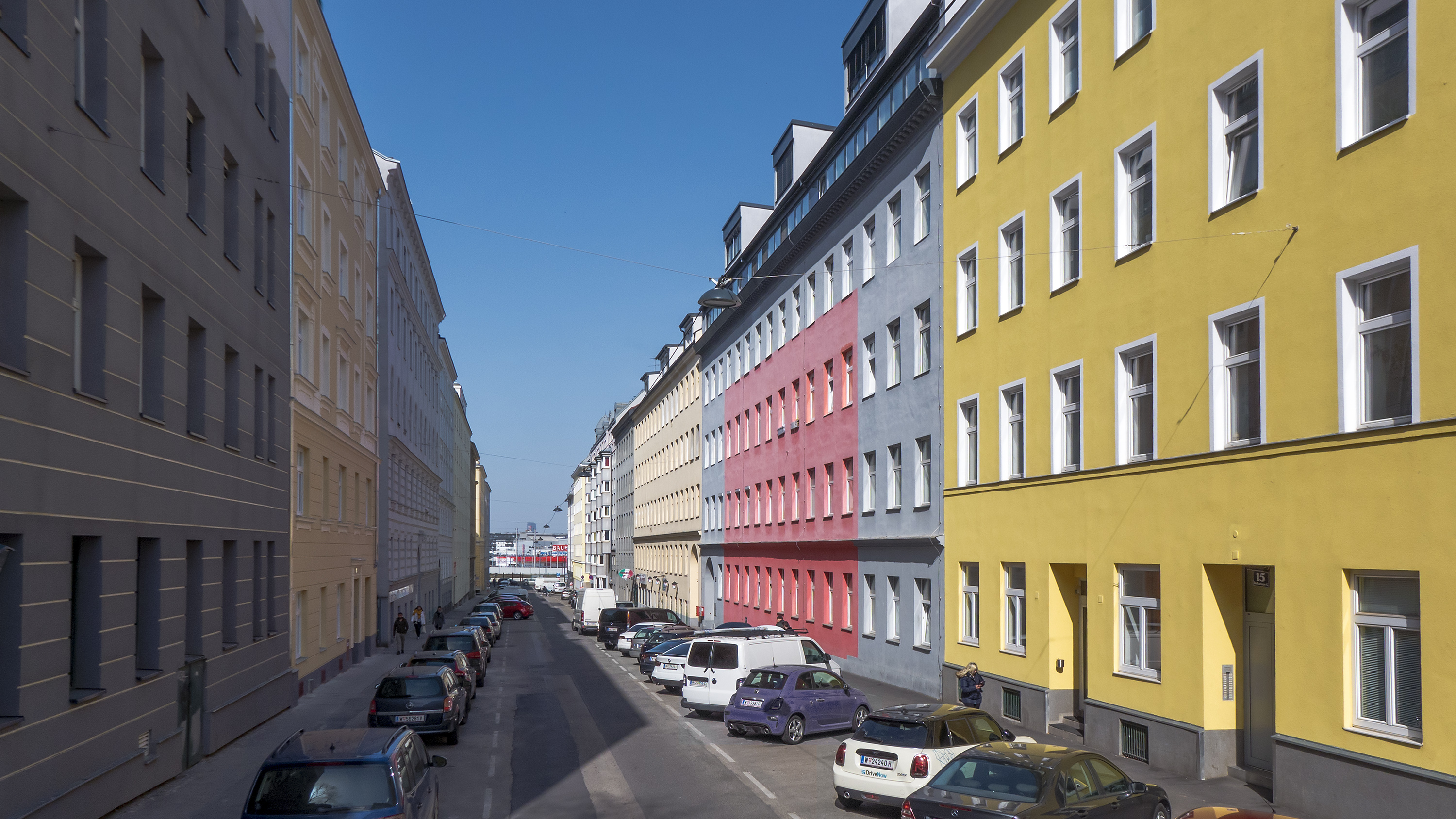
La Randhartingergasse dans le grätzl de Kreta.

Le mot Grätzl désigne à Vienne, en Autriche un quartier résidentiel de Vienne. Les orthographes alternatives sont Grätzel, Gretzel, Gretzl, Krätzl et Kretzl. Un grätzl comprend généralement plusieurs pâtés de maisons, mais il n'y a pas de limites officielles pour ces plus petites unités urbaines. Un arrondissement peut comprendre plusieurs Grätzln.

## Définition
L'identité d'un Grätzl est déterminée par sa distinction avec les zones voisines ou par sa propre façon de vivre. Comme le Veedel (de) à Cologne et les Kiezen à Berlin, un Grätzl est une « catégorie socio-spatiale quotidienne "perçue" ». Cela est souvent dû au fait que la zone actuelle de Vienne, à l'exception du centre-ville, se composait à l'origine de nombreux villages différents, qui ne sont devenus que progressivement un tout. Malgré de nombreuses démolitions et de nouvelles constructions au cours de l'histoire dues à l'urbanisation, le caractère original du village est encore visible dans certaines parties de la ville malgré le développement dense, par exemple à travers les petites places, les rues étroites, les bâtiments bas ou, plus rarement, à travers les bâtiments d'origine conservés.
Un Grätzl n'est généralement considéré que comme faisant partie d'une ancienne commune de banlieue, ou d'un quartier actuel, qui a des limites officielles. Mais ce sont surtout les petits quartiers, comme Spittelberg, qui sont souvent considérés comme un Grätzl à part entière.
Les Grätzln se trouvent principalement dans les quartiers autour du 1er arrondissement (ce qui reflète la taille originale de Vienne à l'intérieur de l'enceinte), car les différents villages autour de Vienne se situaient à proximité de la ville. Dans les arrondissements plus récents tels que les arrondissements de Floridsdorf (21e arrondissement) et Donaustadt (22e) au nord du Danube, dans la zone inondable d'origine de Brigittenau (20e arrondissement) au sud du Danube ou à Liesing (23e arrondissement) au sud-ouest de la ville, on parlait rarement de Grätzln.
Cependant, le mot est désormais défini de manière moins étroite dans l'usage courant. Les quartiers résidentiels plus jeunes et caractéristiques sont parfois également appelés Grätzln, par exemple le Leberberg à Simmering (11e arrondissement) ou le Laaer Berg à Favoriten (10e arrondissement).
Moins un quartier est urbain, plus le sentiment passe du "Grätzl" au "Gegend". Par exemple, les quartiers avec beaucoup d’industries peuvent être des Industriegegenden, mais jamais des Industriegrätzln.
Grätzl est également utilisé comme synonyme d'environnement immédiat. "Rester au Grätzl" signifie donc ne pas partir très loin. "Ne pas sortir du Grätzl" signifie ne pas quitter le cadre familier, ne pas être ouvert à la nouveauté ou être très domestique.

## Étymologie
Le mot Grätzl est étymologiquement lié au mot "reißen". En moyen haut allemand, on trouve le terme "gereiz", qui signifie également "reißen", "déchirer" en français, et signifie quelque chose comme "circonférence".

## Liste de Grätzln (non exhaustive)
- Alliiertenviertel (de), 2e arrondissement
- Aspanggründe, 3e arrondissement
- Bermudadreieck, 1er arrondissement
- Botschaftsviertel, 3e arrondissement
- Brunnenviertel, 16e arrondissement : Brunnenmarkt (de) et Yppenviertel (de)
- Cottageviertel (de), 18e et 19e arrondissements
- Fasanviertel (de), 3e arrondissement
- Franziskanerviertel, 1er arrondissement
- Freihausviertel, 4e arrondissement : Freihaus auf der Wieden
- Geiselberg, 11e arrondissement
- Großfeldsiedlung (de), 21e arrondissement
- Karmeliterviertel (de), 2e arrondissement
- Kreta, 10e arrondissement
- Laaer Berg, 10e arrondissement
- Leberberg, 11e arrondissement
- Mexikoplatz (de), 2e arrondissement
- Museumsviertel, 1er et 7e arrondissements (Museumsquartier, KHM, NHM)
- Naschmarkt, 6e arrondissement
- Nibelungenviertel (de), 15e arrondissement
- Nordbahnviertel (de), 2e arrondissement
- Nordrandsiedlung, 21e arrondissement
- Rochusviertel, 3e arrondissement : Rochusmarkt (de)
- Sankt Marx (de), 3e arrondissement
- Schleifmühlviertel (de), 4e arrondissement
- Schlossquadrat, 5e arrondissement
- Servitenviertel (de), 9e arrondissement
- Siebensternviertel (de), 7e arrondissement
- Sonnwendviertel (de), 10e arrondissement
- Spittelberg, 7e arrondissement
- Stuwerviertel (de), 2e arrondissement
- Triesterviertel, 10e arrondissement
- Volkertviertel (de), 2e arrondissement
- Wallensteinviertel, 20e arrondissement
- Weißgerberviertel, 3e arrondissement
- Wulzendorf (de), 22e arrondissement

## Source de la traduction
- (de) Cet article est partiellement ou en totalité issu de l’article de Wikipédia en allemand intitulé « Grätzl » (voir la liste des auteurs).